# Pseudosympycnus singularis
Pseudosympycnus singularis is een vliegensoort uit de familie van de slankpootvliegen (Dolichopodidae). De wetenschappelijke naam van de soort werd voor het eerst geldig gepubliceerd in 1934 door Parent als Sympycnus singularis.